# Domenico Dalla Bella
Domenico Dalla Bella (* um 1680 in Treviso; † um 1740 ebenda) war ein italienischer Cellist, Komponist und Kapellmeister des Barock.

## Leben und Wirken
Domenico Dalla Bella war zu Beginn des 18. Jahrhunderts Domkapellmeister in Treviso. Seine Kirchenmusik komponierte er sowohl im strengen polyphonen Stile antico, im doppelchörigen Stil Venedigs und im konzertanten Stil mit Instrumentalbegleitung. Zu den erhaltenen Werken gehören Messen, ein Requiem, ein doppelchöriges Te Deum mit Instrumenten ad libitum, zwei vierstimmige Gloria mit Streichern, sowie mehrere Motetten und Psalmvertonungen. 
Um 1700 ließ Dalla Bella in Venedig seine Triosonatensammlung für 2 Violinen, obligatem Cello und Orgel op. 1 drucken. Lediglich Nachdrucke dieser Werke von Estienne Roger aus Amsterdam aus dem Jahr 1704 blieben erhalten. Als Manuskript blieben vier Sonaten für Cello und Basso continuo erhalten. Alle Sonaten folgen dem viersätzigen Typus der Kirchensonate, die Triosonaten mit dem typischen Wechselspiel in den Oberstimmen orientieren sich an den Vorbildern Arcangelo Corellis.